# Tumi

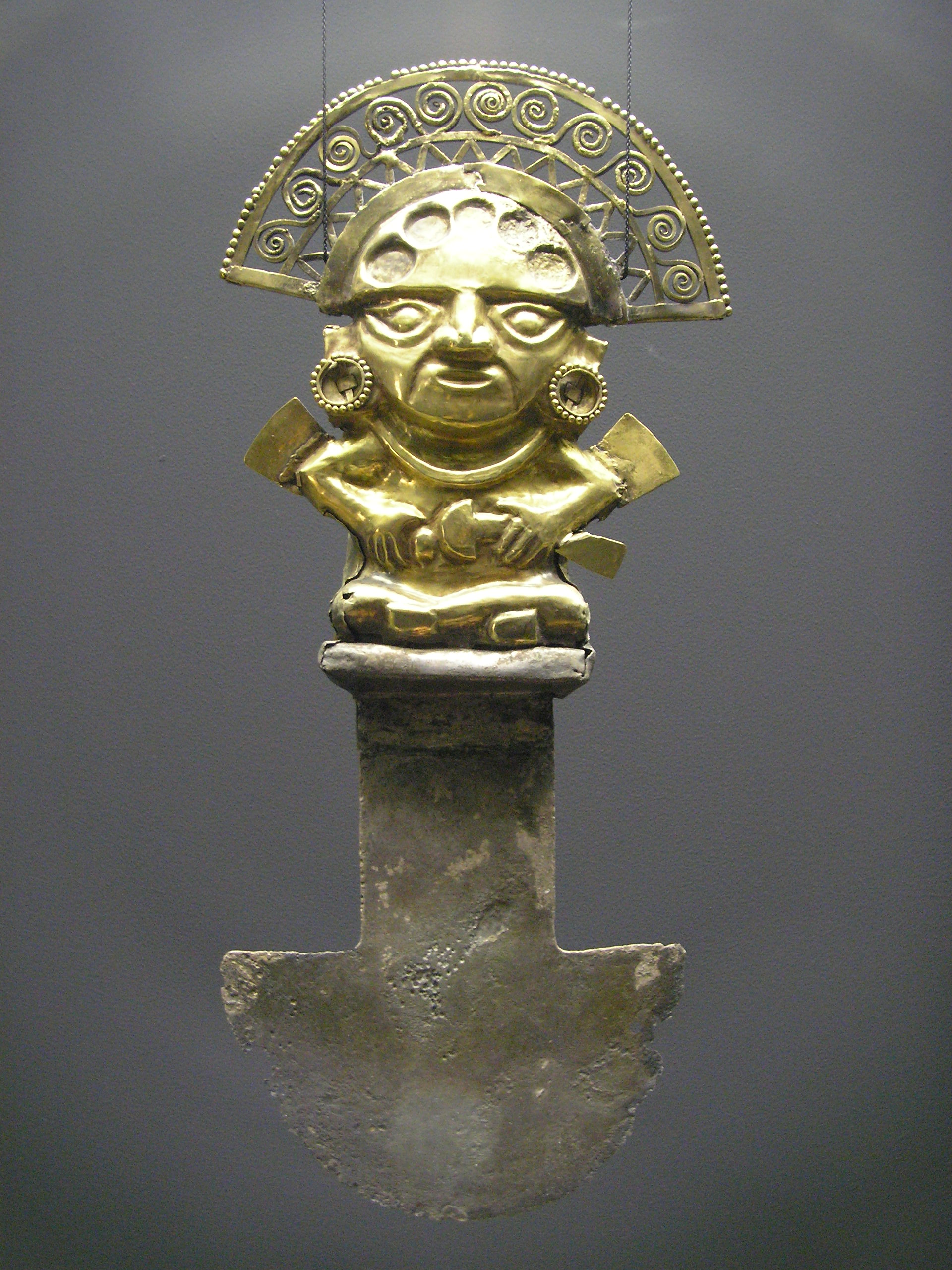
Un tumi d'or (Lambayeque).

Le tumi est un couteau, à la lame semi-circulaire, utilisé lors des sacrifices avant la conquête espagnole par plusieurs cultures du Pérou (Moches, Chimús, Incas). Il est fabriqué en bronze, en cuivre, en alliage d'or ou en bois, en argent,  alliages utilisés par les Incas et les cultures côtières pré-incas du Pérou.
Le tumi est devenu un symbole national du Pérou et est utilisé dans le tourisme comme objet de promotion. Dans ce pays, accrocher un tumi à un mur favorise la chance.

## Usages
Dans la mythologie andine, les Moches, Chimús et Incas étaient les descendants du Soleil, qui devait être adoré une fois par an par une fête de grande ampleur. Les festivités avaient lieu à la fin de la récolte du maïs et des pommes de terre afin de remercier le Soleil pour l'abondance des cultures ou pour en demander de meilleures au cours de la prochaine saison. Au cours de cette importante cérémonie religieuse, le grand prêtre du sacrifice était complètement vêtu de noir ou de blanc lama. À l'aide du tumi, il ouvrait la poitrine de l'animal et, avec ses mains, sortait le cœur, les poumons et les viscères. La cérémonie se poursuivait par une prédiction de l'avenir fondée sur l'observation des entrailles puis se terminait par la crémation de l'objet de sacrifice.
D'autres cultures andines ont utilisé le tumi pour la trépanation du crâne. Bon nombre de ces opérations ont été effectuées avec soin, ce qui suggère que la chirurgie a été réalisée pour le soulagement de certains troubles organiques ou mentaux.
Le 21 novembre 2006, les archéologues ont annoncé qu'ils avaient découvert vingt-deux tombes pré-incas dans le nord du Pérou ; elles contenaient de nombreux artefacts de cette culture éteinte. Parmi ceux-ci, les premiers tumis découverts par des archéologues. Tous les autres exemplaires ont été recueillis par des pilleurs de tombes.

## Tumi Lambayeque
Les tumis de la culture Lambayeque (du VIIIe au XIVe siècle, côte nord du Pérou) comptent parmi les pièces les plus célèbres de l'art pré-colombien. Ils comportent sur la section supérieure de leur manche une figure de forme humaine traditionnellement identifiée comme le dieu-roi Naylamp et sont parfois incrustés de pierres semi-précieuses. Tous les exemplaires connus provenaient de pillages jusqu'à ce qu'en 2006, les premiers tumi in situ soient retrouvés dans les tombes découvertes par Izumi Shimada y Carlos Elera dans la forêt de Pomac..
Le tumi d'or, la plus célèbre pièce d'orfèvrerie andine, a été volé en 1981 au Musée National de Lima. Il a malheureusement été fondu pour vendre l'or afin d'acheter de la cocaïne.